# Долно Граматиково
Долно Граматиково (на гръцки: Κάτω Γραμματικό, Като Граматико, катаревуса: Κάτω Γραμματικόν, Като Граматикон, до 1927 година Γραμματίκοβο, Граматиково, катаревуса Γραμματίκοβον, Граматиковон) е село в Република Гърция, в дем Воден (Вегоритида), област Централна Македония.

## География
Селото е разположено на 15 километра южно от Острово (Арниса), на 820 m надморска височина в северозападните склонове на планината Каракамен (Вермио). Селото е на Граматиковската река (Граматико Рема).

## История

### В Османската империя
В селото има запазена средновековна кула. Църквата „Свети Георги“, разположена на хълм западно от селото, също е средновековна.
Селото пострадва силно при потушаването на Негушкото въстание в 1822 година.
В 1848 година руският славист Виктор Григорович описва в „Очерк путешествия по Европейской Турции“ Граматиново като българско село. Александър Синве („Les Grecs de l’Empire Ottoman. Etude Statistique et Ethnographique“), който се основава на гръцки данни, в 1878 година пише, че в Граматиковон (Grammatikovon), Мъгленска епархия, живеят 480 гърци. В „Етнография на вилаетите Адрианопол, Монастир и Салоника“, издадена в Константинопол в 1878 година и отразяваща статистиката на населението от 1873 година, Граматиково (Gramaticovo) е посочено като село във Воденска каза с 280 къщи и 848 жители българи и 415 помаци.
През 1879 година жителите на Граматиково се оплакват на руското консулство в Солун от насилията на съселянина им Ахмед ага Велиагов, който поддържал връзки с турски разбойници.
В 1893 година Атанас Шопов посещава Кайлярско и определя Граматиково като българско село в Кайлярската каза. Според Васил Кънчов („Македония. Етнография и статистика“), в края на XIX век населението на Долно Граматиково, заедно с това на Горно Граматиково е съставено от 480 българи и 300 турци. Но на етнографската си карта Кънчов отбелязва Долно Граматиково като влашко село, което най-вероятно е грешка, тъй като други източници посочват Горно Граматиково като влашко село - с около 100 къщи - изцяло власи, предимно гурбетчии, които през 1888 година откриват и румънско училище.
На Етнографската карта на Битолския вилает на Картографския институт в София от 1901 година Граматиково е смесено село българи, гърци, власи и турци в Кайлярската каза на Серфидженския санджак със 150 къщи.
Според статистика на Серфидженския санджак на гръцкото консулство в Еласона от 1904 година в Граматиково (Γραμματίκοβο), Кайлярска каза, живеят 420 гърци славофони и 250 турци.
По време на Гръцката въоръжена пропаганда в Македония (1904 - 1908) част от жителите на Долно Граматиково се сражават на гръцка страна. По-късно в селото е издигнат паметник на 14 загинали дейци на гръцкия комитет.
При избухването на Балканската война в 1912 година един човек от Граматиково (Горно или Долно) е доброволец в Македоно-одринското опълчение.

### В Гърция
По време на Балканската война в селото влизат гръцки части, а след Междусъюзническата Долно Граматиково попада в Гърция. Боривое Милоевич пише в 1921 година („Южна Македония“), че Долно Граматиково има 45 къщи славяни християни и 90 къщи турци. Според Тодор Симовски тези данни са грешни, тъй като турците са по-малко от християните.
В 1924 година турското население се изселва в Турция и на негово място са заселени 168 души бежанци понтийски гърци. Според Тодор Симовски към 1940 година от 613 души 3/5 са местни, а останалите бежанци.
Като планинско селото пострадва през Втората световна война и особено в Гражданската война (1946 - 1949), като през зимата на 1947 година жителите му са евакуирани във Воден. Част от тях се завръщат след нормализацията на положението.
Селото е бедно - селяните произвеждат жито и тютюн, като се занимават и с овощарство и скотовъдство.
| Име            | Име             | Ново име               | Ново име                 | Описание |
| -------------- | --------------- | ---------------------- | ------------------------ | --- |
| Караагач       | Καραγάτσα       | Фтелия                 | Φτελίτσα                 | местност на ЮЗ от Долно Граматиково                                                                         |
| Азна           | Άζνα            | Корифи Синарху Серафим | Κορυφή Συναρχου Σεραφείμ | връх в Каракамен на ЮИ от Долно Граматиково и на ЮЗ от Горно Граматиково99                                  |
| Караули Манафи | Καραούλι Μαναφη | Скопия                 | Σκόπια                   | връх в Каракамен на И от Горно Граматиково (1248 m)                                                         |
| Лапур          | Λαπούρ          | Статиотис              | Στρατιώτης               | връх в Каракамен на И от Долно Граматиково и на С от Горно Граматиково (1160,5 m)                           |
| Садена         | Σάδενα          | Фитемена               | Φυτεμένα                 | местност на З от Долно Граматиково                                                                          |
| Кироса         | Κυρώσσα         | Синефиасмени Корифи    | Συννεφιασμένη Κορυφή     | връх в Каракамен на СЗ от Долно Граматиково (911 m)                                                         |
| Вардзар        | Βαρτζαρ         | Василикон              | Βασιλικόν                | връх в Каракамен на СИ от Долно Граматиково (1076 m)                                                        |
| Пещера         | Πεστέρα         | Спилия                 | Σπηλιά                   | връх в Каракамен на СЗ от Долно Граматиково (932 m)                                                         |
| Бунар          | Μπουναρι        | Пигади                 | Πηγάδι                   | връх в Каракамен на С от Долно Граматиково (1242,2 m)                                                       |
| Белово         | Μπέλωφ          | Аспро                  | Άσπρο                    | река и връх в Каракамен на СЗ от Долно Граматиково (880 m)                                                  |
| Каркач         | Καρκατσι        | Кораколитос            | Κορακόλιθος              | връх в Каракамен на С от Долно Граматиково (1029 m)                                                         |
| Узун търла     | Ούζούν Ταρλάν   | Макрилакос             | Μακρυλακκος              | връх в Каракамен на СИ от Долно Граматиково и на С от Горно Граматиково (1132 m)                            |
| Каравели       | Καραβέλη        | Каравелис              | Καραβέλης                | извор в Каракамен на СИ от Долно Граматиково                                                                |
| Симеса         | Σημέσα          | Рематия                | Ρεματια                  | река в Каракамен на СИ от Долно Граматиково (Ливадица, Голема река), приток на Бела, която е приток на Вода |
| Тукурдица      | Τουκουρδίτσα    | Аграпидея              | Άγραπηδέα                | гора в Каракамен на СИ от Долно Граматиково и на С от Горно Граматиково                                     |
| Метеризи       | Μετερέςΐ        | Паратиритирион         | Παρατηρητήριον           | връх в Каракамен на СИ от Долно Граматиково и на С от Горно Граматиково (1182 m)                            |
| Гола чука      | Γκόλα Τσούκα    | Гимни Корифи           | Γυμνή Κορυφή             | връх в Каракамен на СИ от Долно Граматиково и на С от Горно Граматиково (1271,7 m)                          |
| Уран Аргач     | Ούράν Άργάτς    | Кокинохорафо           | Κοκκινοχώραφο            | местност в Каракамен на СИ от Долно Граматиково и на С от Горно Граматиково                                 |

| Година    | 1913 | 1920 | 1928 | 1940 | 1951 | 1961 | 1971 | 1981 | 1991 | 2001 | 2011 | 2021 |
| --------- | ---- | ---- | ---- | ---- | ---- | ---- | ---- | ---- | ---- | ---- | ---- | ---- |
| Население | 917  | 842  | 878  | 613  | 247  | 363  | 317  | 319  | 286  | 230  | 183  | 156  |

## Личности
Родени в Долно Граматиково
- Евтимия Пача Гушева (1924 – 1947), гръцка комунистка; родена в семейството на учител; от 1942 година влиза в ЕАМ, а в 1943 - в КПГ; делегатка на Всегръцката федерация на жените; арестувана в началото на 1947 година в Солун и екзекутирана[21]
- Маркос Мескос (1935 - 2019), гръцки писател и поет
- Ташо Гушев (1910 – 1996), гръцки партизанин и деец на НОФ
- Иван Гудев (1892 – ?), македоно-одрински опълченец, Солунски доброволчески отряд, роден в Горно или Долно Граматиково[22]
- Хрисант I Константинополски (1768 – 1834), цариградски патриарх от 1824 до 1826 година, в селото е издигнат негов паметник.